# بيدرو مارتينيز (لاعب غولف)
بيدرو مارتينيز (بالإسبانية: Pedro Martínez)‏ هو لاعب غولف باراغواياني، ولد في 18 أكتوبر 1963 في أسونسيون في باراغواي.

## وصلات خارجية
- بيدرو مارتينيز على موقع رابطة لاعبي الغولف المحترفين (الإنجليزية)